# 10016 Yugan
10016 Yugan (1978 SW7) là một tiểu hành tinh vành đai chính được phát hiện ngày 16 tháng 9 năm 1978 bởi Lyudmila Zhuravlyova ở Đài vật lý thiên văn Crimean. Nó được đặt theo tên Yugan, the shortened version of the city thuộc Nefteyugansk, Nga.